# Luigi Galvani
Pour les articles homonymes, voir Galvani.
Luigi Galvani, né 9 septembre 1737 à Bologne, où il est mort le 4 décembre 1798, est un physicien, inventeur, professeur d'anatomie et médecin italien. Du fait de ses travaux et découvertes dans le domaine de l'électricité, de nombreux termes ont été dérivés à partir de son nom de famille : galvanique, galvanisme, galvanisation, cellule galvanique… et ce, dans de multiples langues.

## Biographie
Luigi Galvani,, issu d'une famille aisée de Bologne, s'oriente très tôt vers des études de médecine et de philosophie. Il s'intéresse particulièrement à l'anatomie, enseignée à l'université de Bologne dès le XVIIIe siècle. Sa thèse de doctorat, De Ossis, soutenue en 1762, porte sur le squelette humain. Les premières années de sa carrière se partagent entre pratique médicale et chirurgicale, recherche anatomique et enseignement. Ses démonstrations publiques se déroulent dans le célèbre théâtre anatomique du palais de l'Archiginnasio. Il accède au rang de professeur d'anatomie et de chirurgie à l'université de Bologne en 1763. En 1782 il est élu professeur d'obstétrique à l’Istituto delle Scienze.
En 1762, il épouse Lucia Galeazzi Galvani, fille unique de son maître Domenico Galeazzi (en), anatomiste de renom. Elle collabore activement aux travaux de son mari. La mort de cette épouse aimée, en 1790, est le premier des malheurs qui assombrissent les dernières années de la vie de Galvani. En 1797, Galvani refuse de prêter serment d'allégeance à la République cisalpine que Bonaparte vient de créer en Italie du Nord. Il perd alors ses postes universitaires, son salaire et sa résidence. Il meurt peu après, en 1798.
Des nombreux travaux de Galvani, ceux qui ont eu le plus grand retentissement, concernent « l'électricité animale. » La longue controverse qui s'ensuit avec Alessandro Volta conduit à l'invention par ce dernier de la pile. On peut associer les verbes galvaniser et survolter.

### Galvani et «l'électricité animale»

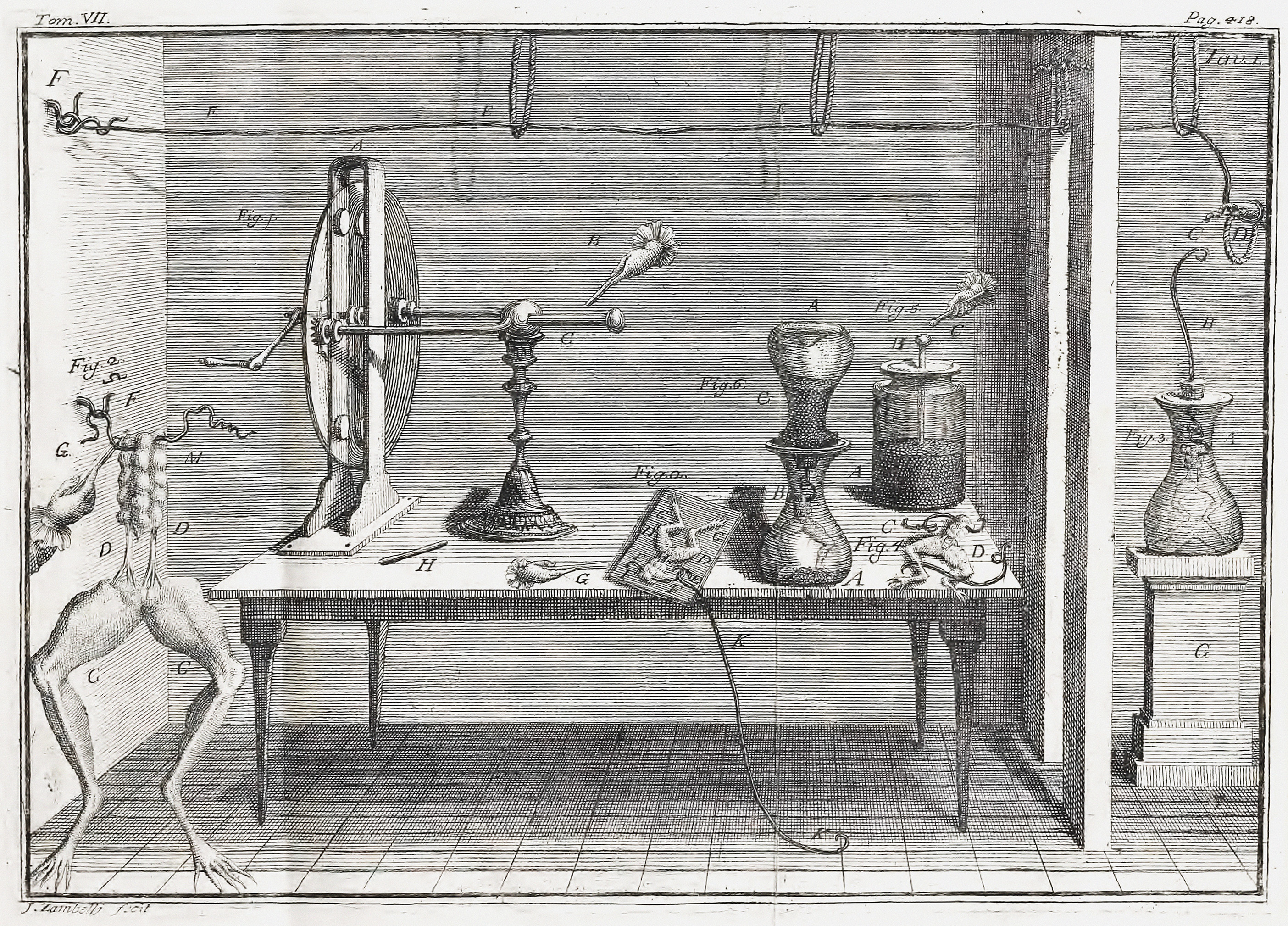
Le cabinet de Galvani
(Galvani, De viribus..., 1791, Planche).

À la suite de la découverte de la bouteille de Leyde, dont les décharges provoquent de fortes contractions musculaires, la question de l'action possible du « fluide électrique » sur les corps vivants suscite un grand intérêt. Tandis que des « électriciens guérisseurs » expérimentent sur l'homme, les anatomistes, tel Caldani à Bologne dès 1756, appliquent l'électricité à diverses parties de cadavres d'animaux.
À la fin des années 1770 Galvani s'intéresse à son tour à l'influence de l'électricité. On ne s'étonnera donc pas de trouver dans son laboratoire une machine électrostatique, des bouteilles de Leyde et des grenouilles « préparées de la manière habituelle », c'est-à-dire ne conservant que les membres inférieurs, avec leurs nerfs cruraux. Il observe, comme d'autres avant lui, les vives contractions des cuisses lorsque l'électricité est directement appliquée au nerf.
Mais voilà qu'une observation, mentionnée dans ses notes de 1781, suscite son étonnement. Alors que le scalpel d'un de ses assistants touche le nerf d'une grenouille, la cuisse se contracte violemment au moment où une étincelle jaillit de la machine, située à bonne distance. Pure coïncidence ? Galvani, aidé de sa femme Lucia et de son neveu Giovanni Aldini, varient les conditions de l'expérience : l'étincelle déclenche en effet à distance une contraction musculaire pourvu que le nerf soit prolongé par un conducteur suffisamment long (ce phénomène ne sera compris qu'à la fin du XIXe siècle : le conducteur constitue une antenne pour le rayonnement électromagnétique émis lors de l'étincelle).

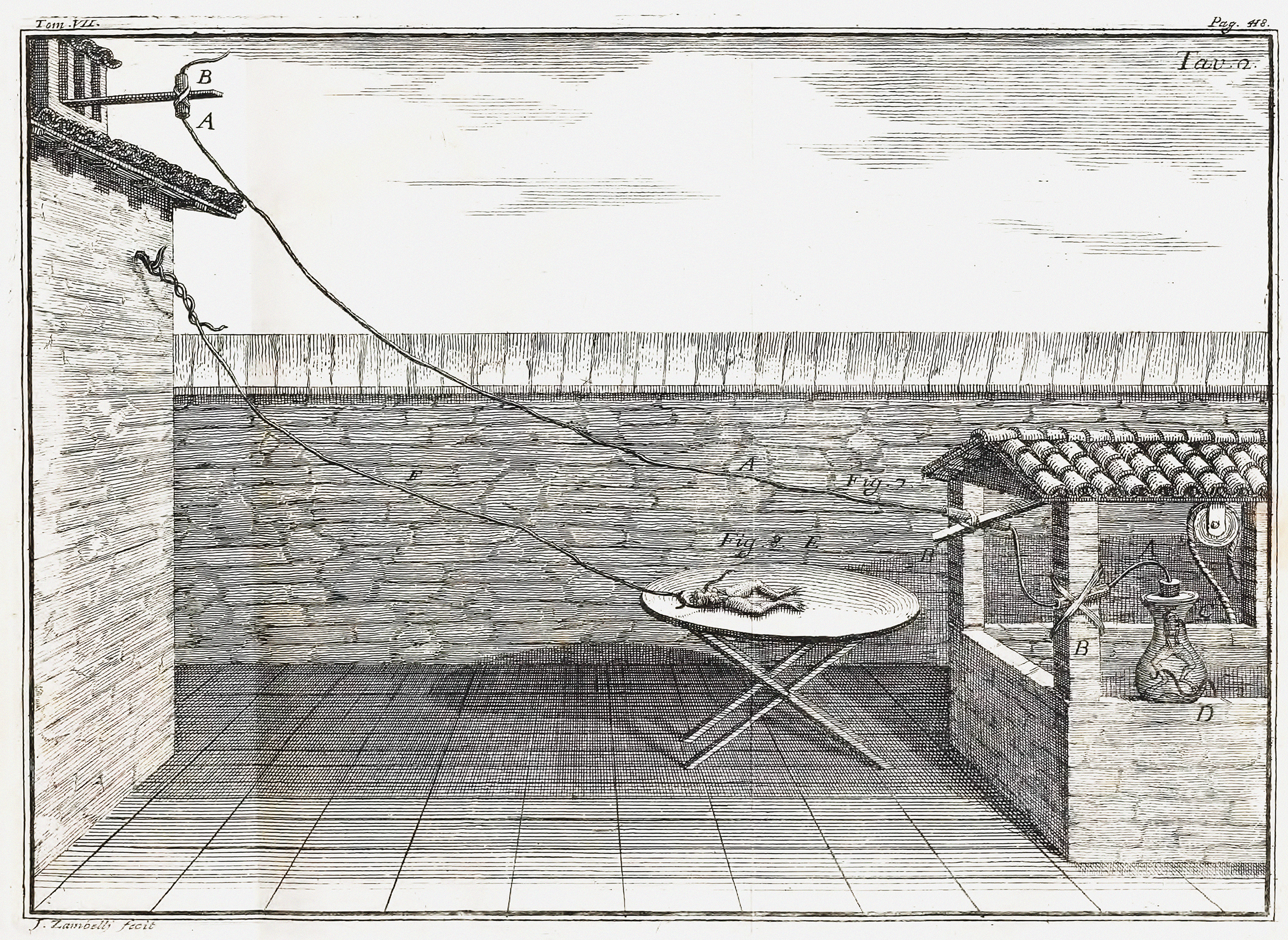
L'électricité atmosphérique peut-elle provoquer des contractions musculaires ?
(Galvani, De viribus..., 1791, Planche II).

L'éclair d'un orage est une décharge d'électricité de même nature que l'étincelle des machines, comme l'a montré Benjamin Franklin. Peut-il provoquer le même effet que l'étincelle d'une machine électrique ? se demande Galvani. Un jour d'orage, il installe des grenouilles préparées sur sa terrasse. L'expérience est concluante : « chaque fois qu'un éclair jaillissait, les muscles subissaient au même moment de nombreuses et violentes contractions. »
Mais un nouveau phénomène imprévu apparaît : même par temps calme, des contractions se produisent lorsque le crochet de cuivre fixé dans la moelle épinière de la grenouille vient au contact des barreaux de fer du balcon. Cela semble « sans rapport avec les états électriques de l'atmosphère » note Galvani. Pour vérifier ce point, il redescend dans son laboratoire et multiplie les expériences. La cuisse se contracte chaque fois que nerf et muscle sont reliés l'un à l'autre par un arc formé de deux métaux différents.
Galvani formule alors l'hypothèse d'une « électricité animale », qui serait sécrétée par le cerveau et se déchargerait lorsque nerf et muscle sont reliés par les métaux.
C'est seulement en 1791, lorsqu'il pense avoir accumulé assez de preuves en faveur de cette hypothèse, que Galvani publie, en latin, les résultats d'une dizaine d'années d'expérimentations tenaces et scrupuleuses : De viribus electricitatis in motu musculari. Commentarius (Commentaire sur les forces électriques dans le mouvement musculaire).

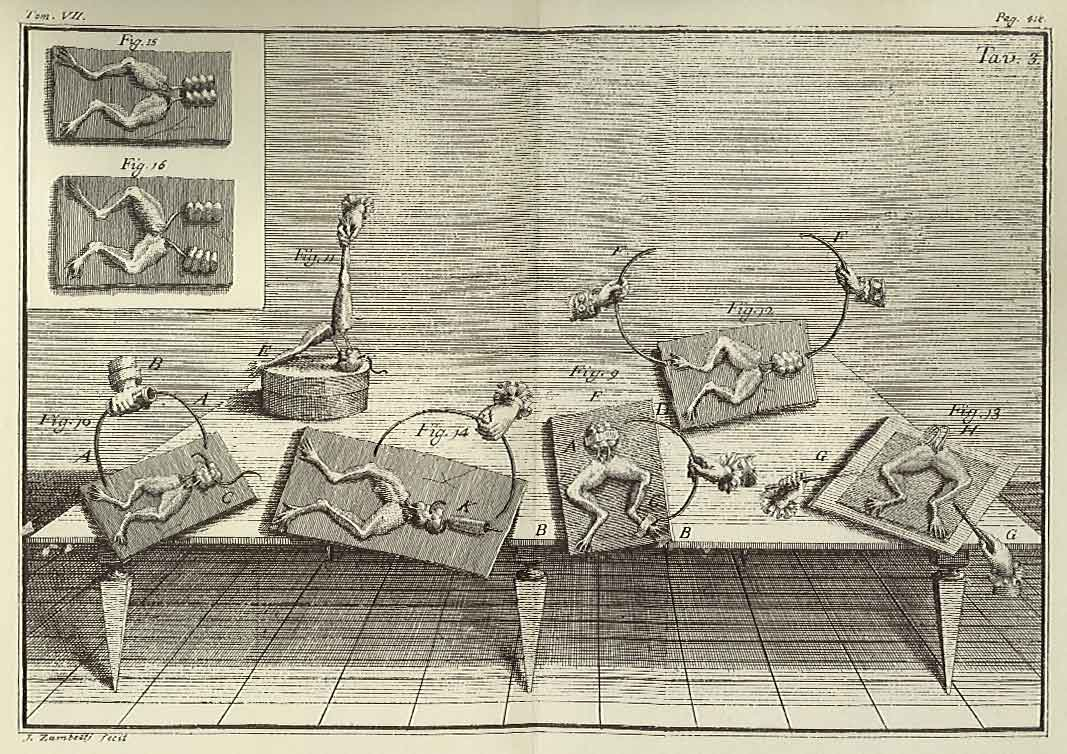
Essais sur l'arc métallique
(Galvani, De viribus..., Planche III).

## Une grande controverse: «électricité animale» ou «électricité métallique»?
Lorsqu'il lit le De viribus, Alessandro Volta est déjà un physicien réputé. D'abord sceptique, il s'empresse de répéter les expériences de Galvani. Il s'enflamme : la découverte de Galvani est pour lui « une des plus belles et des plus surprenantes, et le germe de plusieurs autres. » Mais s'il adhère d'abord à l'idée d'une électricité d'origine organique, ses doutes apparaissent rapidement. À la fin de l'année 1792, après avoir expérimenté non seulement sur la grenouille mais aussi sur des animaux entiers, sur sa propre langue ou ses yeux, il rejette l'hypothèse de l'électricité animale. Ses expériences l'ont convaincu du rôle essentiel de « l'arc métallique » : pour lui, les tissus organiques ne jouent qu'un rôle passif, et c'est le contact de deux métaux différents qui « met en mouvement » l'électricité.
C'est le début d'une « guerre scientifique » entre galvanistes et voltaïstes, qui se répand bientôt dans toute l'Europe et se poursuit après la mort de Galvani. Chaque expérience des uns suscite une contre-expérience des autres. Galvani et ses partisans parviennent notamment à obtenir des contractions sans aucun métal, par exemple en mettant en contact le nerf avec l'extérieur du muscle.
C'est en cherchant à augmenter les tensions électriques produites – croit-il – par le contact de deux métaux différents que Volta est amené à l'empilement de rondelles de zinc, d'argent et de carton imbibé d'eau salée qui constitue sa fameuse pile. Le succès retentissant de la pile mettra fin à la controverse. C'est donc un instrument, et non une théorie, qui y met fin. Il faut attendre, une trentaine d'années plus tard, les pionniers de l'électrophysiologie tel Carlo Matteucci pour remettre à l'honneur les hypothèses de Galvani sur l'électricité animale, qualifiées de fondatrices par le célèbre physiologiste allemand Emil du Bois-Reymond.